# Лідокаїн
Лідокаїн (ксикаїн, ксилокаїн) — лікарський засіб, місцевий анестетик і серцевий депресант, котрий використовують як антиаритмічний засіб. Володіє інтенсивнішою дією і тривалішим ефектом, ніж новокаїн, але тривалість його дії коротша, ніж у бупівакаїну або прілокаїну. Діє впродовж 1 — 2 годин. Застосовують для всіх видів місцевої анестезії. Резорбтивну дію лідокаїну використовують при гострій фазі інфаркту міокарда, для профілактики фібрилізації шлуночків (протиаритмічна дія).

## Фармакологічна дія
Має місцевоанестезуючу дію, блокує потенціалзалежні натрієві канали, що перешкоджає генерації імпульсів в закінченнях чутливих нервів і проведенню імпульсів по нервових волокнах. Пригнічує проведення не лише больових імпульсів, але й імпульсів інших модальностей. Анестезувальна дія лідокаїну в 2-6 разів сильніша, ніж прокаїну (діє швидше і довше — до 75 хв, а після додавання епінефрину — понад 2 год). При місцевому вживанні розширює судини, не чинить місцевоподразнюючої дії.

## Показання
Профілактика повторної фібриляції шлуночків при гострому коронарному синдромі та повторних пароксизмах шлуночкової тахікардії (зазвичай протягом 12-24 годин). Шлуночкові аритмії, обумовленні глікозидною інтоксикацією.
Всі види місцевої анестезії (знеболення при травмах, хірургічні втручання, включаючи кесарів розтин, анестезіологічне лікування, проведення болісних діагностичних процедур, наприклад артроскопії): термінальна (поверхнева) анестезія, місцева інфільтраційна анестезія (субкон'юнктивальна), провідникова анестезія (у тому числі в стоматології), каудальна або люмбальна епідуральна блокада, спинальна анестезія.
Термінальна (поверхнева) анестезія слизових оболонок: у стоматології (анестезія області уколу перед видаленням зубів, ортодонтія, накладення швів на слизову оболонку, екстирпація молочних зубів, видалення зубного каменю), оториноларінгології (операції на носовій перегородці, проведення електрокоагуляції та ін.), акушерство і гінекологія (епізіотомія, видалення швів та ін.); при інструментальних та ендоскопічних дослідженнях (введення зонда, ректоскопія, інтубація та ін.), рентгенографічне обстеження (усунення рвотного рефлексу); в якості анальгезувального лікарського засобу при опіках (включаючи сонячні), укусах, контактному дерматиті (у тому числі викликаному роздратування рослин), невеликих ранах (у тому числі подряпинах); поверхнева анестезія шкірних покривів при невеликих хірургічних втручаннях.
Місцева анестезія в офтальмології при проведенні контактних методів дослідження (тонометрія, гоніоскопія), короткочасних оперативних втручань на роговці і кон'юнктиві (у тому числі витягування стороннього тіла та шовного матеріалу), підготовка до офтальмологічних операцій.

## Ветеринарне використання
Препарат є одним із компонентів ветеринарного засобу Трибутам, а також ембутраміду та хлорохіну, що використовуються для евтаназії коней та собак.

## Синоніми
Lignocaine, Ксикаїн, Ксилокаїн (Xylocaine), Ztlido, 
Алокаїн (Alocain), Анестакон (Anestacon), Анестекаїн
(Anestecaine), Астрокаїн (Astrocain), Ацетоксілін (Acetoxyline), Версатис
(Versatis), Долікаїн (Dolicaine), Дульцікаїн (Dulcicaine), Ксікаїн (Хусаіп),
Ксілезін (Xylesin), Ксілестезін (Xylestesin), Ксілокард (Xylocard), Ксілокотон
(Xylocoton), Ксілодонт (Xylodont), Ксілокаїн (Xylocain), Ксилоролланд
(Xylorolland), Ксілонор (Xylonor), Ксілотон (Xyloton), Ксілотокс (Xylotox),
Ксілоцитін (Xylocitin), Леостезін (Leostesin), Лігнокаїн (Lignocaine), Лігном
(Lignom), Лігноспан (Lignospan), Лідестезін (Lidestesin), Лідокард (Lidocard),
Лідокотон (Lidocoton), Луан (Luan), Марікаїн (Maricaine), Нілікаїн (Nylicaine),
Октокаїн (Octocaine), Пресікаїн (Pressicaine), Рапікаїн (Rapicaine), Ремікаїн
(Remicaine), Солкаїн (Solcain), Стерікаїн (Stericaine), Утілікаїн (Utilicain),
Фастокаїн (Fastocaine), Есракаїн (Esracaine); ВЕРСАТІС